# Pasquale Altavilla
Pasquale Altavilla (Napoli, 6 dicembre 1806 – Napoli, 2 agosto 1875) è stato un attore teatrale e drammaturgo italiano, dotato di grande versatilità artistica in quanto si cimentò anche con buoni esiti nelle attività di mimo, ballerino, musicista e paroliere. Fu attivo a Napoli, la sua città, e fu definito da Salvatore Di Giacomo come «l'ultimo signore della scena popolare partenopea».

Pasquale Altavilla

Altavilla recitò a lungo, dal 1834 al Teatro San Carlino, impersonando principalmente personaggi dal "carattere sciocco" e suscitando oltretutto le invidie del più noto Antonio Petito (il più celebre dei Pulcinella napoletani) e dal quale fu spesso osteggiato.
Nel 1864 passò a lavorare in altri teatri napoletani come il Sebeto, la Fenice e il Nuovo e diventò uno degli autori drammatici e di commedie più rinomati dell'epoca arrivando a scrivere almeno una sessantina di commedie (alcune fonti parlano di centodieci) in lingua napoletana, quasi tutte ispirate a fatti di vita quotidiana, con effetti comici e di spontaneità che fecero molta presa sul pubblico.
Zi' Pascale, così come era chiamato amichevolmente da Eduardo Scarpetta, si spense nella sua città natale all'età di 68 anni per le conseguenze di una grave caduta dalle scale.